# Großenheidorn
Großenheidorn è una frazione (Ortsteil) del comune di Wunstorf, nel land della Bassa Sassonia, in Germania.

## Storia
Già comune autonomo nel circondario di Schaumburg-Lippe, fu soppresso e incorporato a Wunstorf il 1º marzo 1974.